# Bandy-Weltmeisterschaft 1961
Die 2. Bandy-Weltmeisterschaft wurde vom 22. Februar bis 26. Februar 1961 in Norwegen ausgetragen.
Gastgeber Norwegen startete erstmals bei einer Bandy-Weltmeisterschaft. Zudem spielten Finnland, Schweden und der Titelverteidiger Sowjetunion um die Weltmeisterschaft.
Die Weltmeisterschaft wurde im Gruppensystem ausgespielt. Die sechs Begegnungen wurden dabei auf drei Spieltage verteilt, an denen je zwei Spiele ausgetragen worden. Zwischen jedem Spieltag gab es ein Ruhetag.

## Austragungsorte
Gespielt wurde in den fünf Städten Porsgrunn, Stabekk, Mjøndalen, Oslo und Drammen.

## Teilnehmer
Am Turnier nahmen die folgenden vier Mannschaften teil:
| 4 aus Europa | Sowjetunion | Schweden | Finnland | Norwegen |

## Spielrunde
| 22. Februar 1961 | Schweden    | 2:1 | Norwegen    | Porsgrunn |
| 22. Februar 1961 | Sowjetunion | 3:2 | Finnland    | Stabekk   |
| 24. Februar 1961 | Norwegen    | 1:9 | Sowjetunion | Mjøndalen |
| 24. Februar 1961 | Finnland    | 1:4 | Schweden    | Oslo      |
| 26. Februar 1961 | Norwegen    | 3:4 | Finnland    | Drammen   |
| 26. Februar 1961 | Sowjetunion | 2:1 | Schweden    | Oslo      |

## Abschlusstabelle
| Pl. |             | Sp | S | U | N | Tore | Diff | Punkte |
| 1.  | Sowjetunion | 3  | 3 | 0 | 0 | 14:4 | +10  | 6      |
| 2.  | Schweden    | 3  | 2 | 0 | 1 | 7:4  | +3   | 4      |
| 3.  | Finnland    | 3  | 1 | 0 | 2 | 7:10 | −3   | 2      |
| 4.  | Norwegen    | 3  | 0 | 0 | 3 | 5:15 | −10  | 0      |

## Torschützenliste
|   |                  | Spieler          | Tore |
| - | ---------------- | ---------------- | ---- |
| 1 | Sowjetunion 1955 | Waleri Maslow    | 3    |
|   | Sowjetunion 1955 | Michail Ossinzew | 3    |

## Weltmeistermannschaft
| Sowjetunion Trainer: Iwan Baldin | - Anatoli Melnikow - Anatoli Schaklen - Walentin Atamanitschew - Walentin Tschardin - Michail Ossinzew - Anatoli Panin - Juri Schorin - Juri Warsin | - Anatoli Golubew - Aleksander Ismodenow - Waleri Maslow - Nikolai Nasarow - Jewgeni Papugin - Wiktor Schechowtschew - Aleksander Saizew |